# 임일찬
임일찬(林日瓚, 1966년 5월 6일 ~ 현재)은 대한민국의 영화 배우이다.

## 출연작
- 1993년 《그 곳에 가고 싶다》
- 1995년 《영원한 제국》... 구재겸 역
- 1995년 《무소의 뿔처럼 혼자서 가라》... 경환 역
- 1995년 《아름다운 청년 전태일》... 영수 후배 역
- 1997년 《창》
- 1998년 《러브 러브》... 스폿 타겟 역
- 1998년 《엑스트라》
- 1998년 《약속》... 최풍새 역
- 1999년 《이재수의 난》... 강백이 역
- 2000년 《침향》
- 2003년 《선택》... 고상구 역
- 2004년 《돈 텔 파파》... 덕배 역